# Tsunami de bahía Lituya
El tsunami de Bahía Lituya fue un devastador megatsunami causado por un terremoto de magnitud 8,3 Mw que causó el derrumbe de gran parte del Glaciar Lituya. El sismo ocurrió a las 22:15 hora local del miércoles, 9 de julio de 1958 en la bahía Lituya, al noreste del golfo de Alaska. El sismo hizo que se generara una ola de 524 metros, convirtiéndose en la ola gigante más grande de la que se tenga registro en el mundo, llegando a calificarse el suceso de megatsunami más grande de la historia.

## Acontecimientos

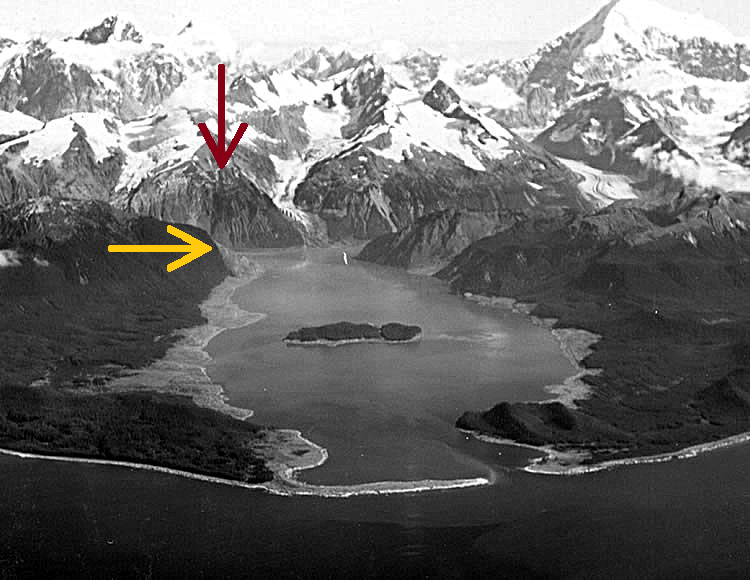
Los daños causados por el megatsunami de la bahía de Lituya de 1958 se pueden ver en esta fotografía aérea oblicua de la bahía, notándose en las áreas más claras en la orilla donde los árboles han sido arrancados de raíz. La flecha roja muestra la ubicación del deslizamiento de tierra, y la flecha amarilla muestra la ubicación del punto más alto de la ola que se extiende sobre el promontorio.

El 9 de julio de 1958, a las 22:15 (hora local), un gran terremoto de magnitud de momento de 7.8 y una intensidad máxima percibida de XI (Extremo) en la escala de Mercalli tuvo su epicentro en la latitud 58.37° N, longitud 136.67° O, cerca de la cordillera Fairweather, a 21 km al sureste de la bahía Lituya. El sismo se sintió en ciudades alrededor del sudeste de Alaska, en un área de 1 millón de km cuadrados, entre Seattle por el sur, Whitehorse por el este de Alaska.

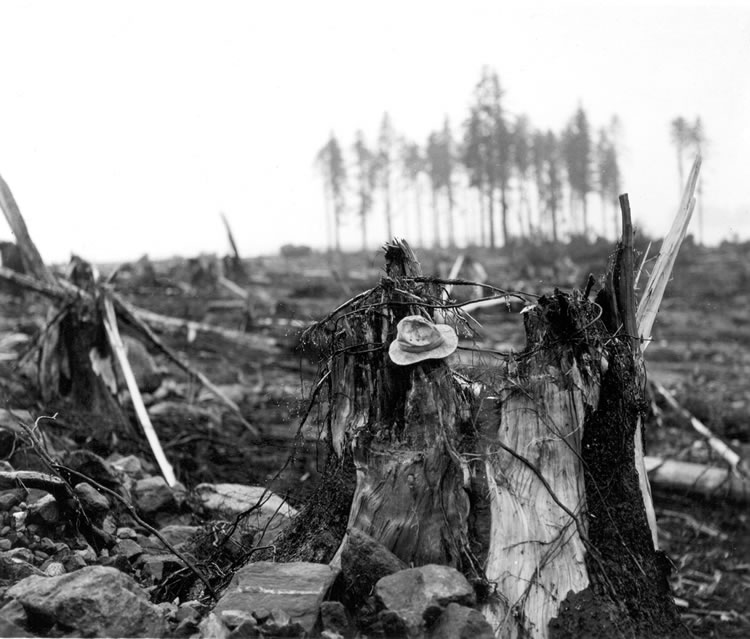
Daños a un árbol en la entrada de la bahía causados por la ola. Sombrero colocado sobre un tocón para referencia.

Menos de dos minutos después, se desprendieron más de 30 millones de metros cúbicos de tierra y rocas del glaciar Lituya, al fondo de la bahía. El impacto hizo que se levantara una columna de agua de 520 metros de altura, que avanzó a la entrada de la bahía con una velocidad cercana a los 200 km por hora.
La zona es parte del Parque y Reserva Nacional Glacier Bay, por lo que los alrededores estaban deshabitados, pero a la hora del sismo, tres barcos de pescadores se encontraban en la bahía. La embarcación de Vivian y Bill Swanson, el Badger, fue llevada por la ola "deslizándose por el sur de Alaska" hasta la entrada de la bahía, donde finalmente se hundió. Alcanzó a estar a más de 30 metros sobre el nivel de los árboles. El matrimonio fue rescatado por otro barco. Howard Uhlrich y su hijo de siete años lograron esquivar la ola con su embarcación Edrie, internándose hacia ella. Pero Orville Wagner y su esposa, a bordo del Sunmore, murieron aplastados por la pared de agua. 
En Yakutat, único asentamiento permanente cerca del epicentro en ese momento, la infraestructura, como puentes, muelles y oleoductos, sufrió daños. Una torre de agua se derrumbó y una cabaña sufrió daños irreparables. Se produjeron ebulliciones de arena y fisuras cerca de la costa sudeste, y se cortaron los cables submarinos que soportaban el Sistema de Comunicación de Alaska.
La ola del tsunami causó daños a la vegetación en los promontorios alrededor del área donde ocurrió la caída de rocas, hasta una altura de 520 metros de altura, así como a lo largo de la costa de la bahía.

## Geología del sismo

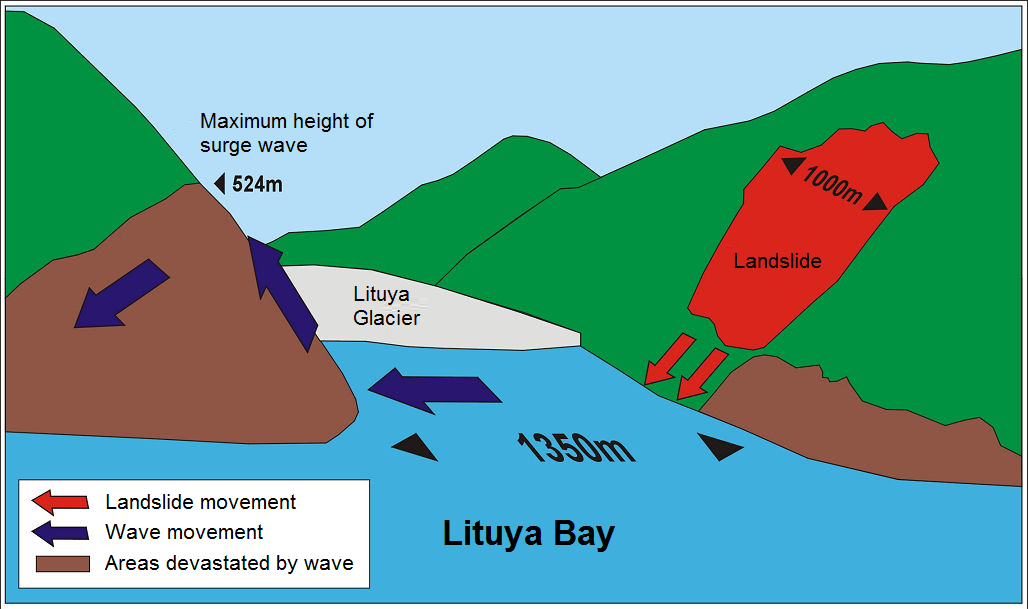
Diagrama del megatsunami de bahía Lituya de 1958 (en inglés)

Lo que ocurrió en Lituya cae en la característica especial de los denominados mega tsunamis. Solo las olas de más de 100 metros entran en esa clasificación. La región de Alaska donde ocurrió el sismo se encuentra sobre una falla tectónica, cuyo movimiento causó el gran terremoto. La zona de la bahía de Lituya tiene una historia de eventos de mega tsunami, pero el evento de 1958 fue el primero para el cual se registraron datos suficientes hasta ese momento.

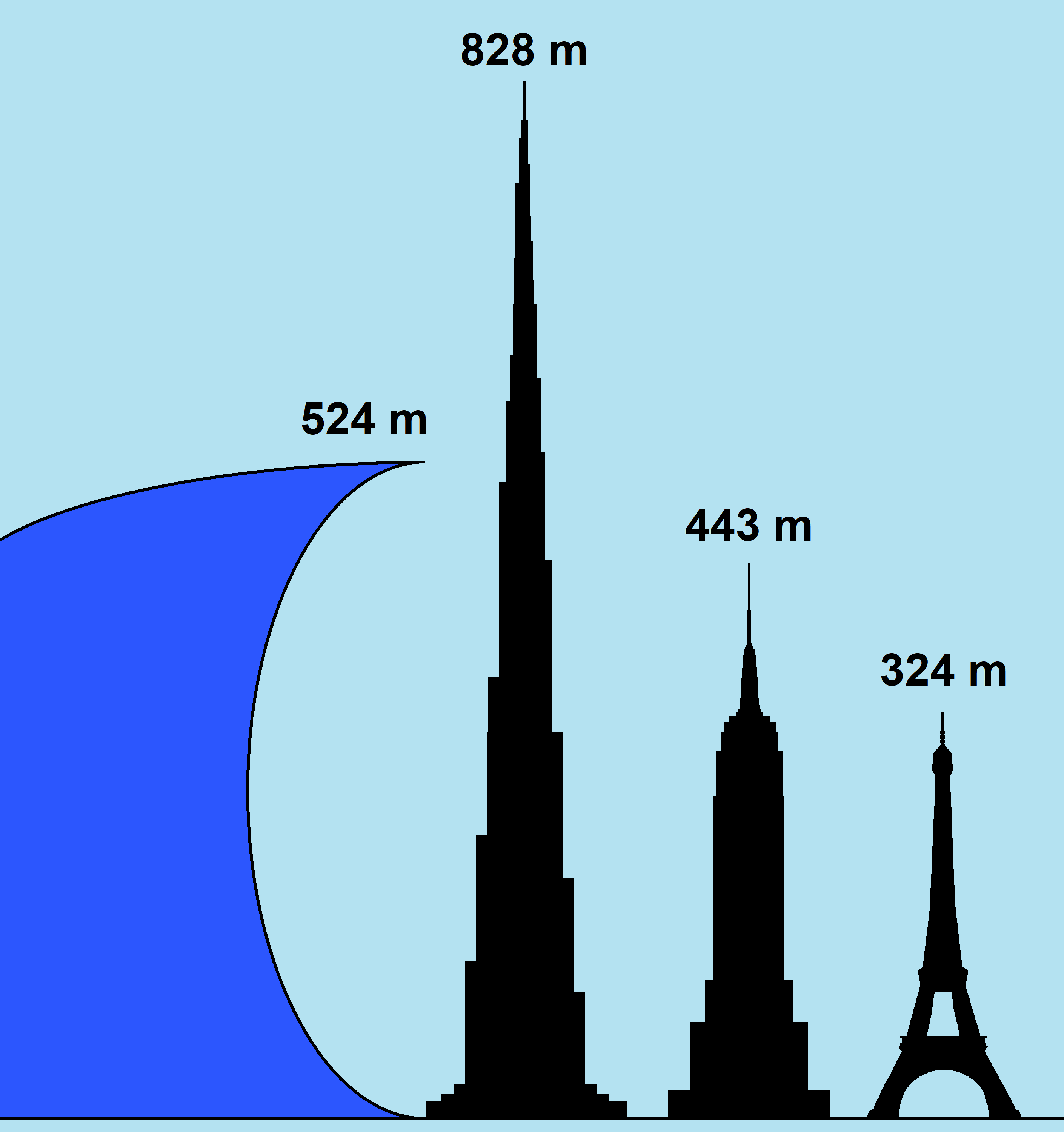
Altura del megatsunami, comparado con los rascacielos Burj Khalifa, Empire State Building y la Torre Eiffel (nota: esta es la altura de la ola cuando llegó a la orilla y no la altura de la ola cuando golpeó la orilla).

Si bien hay aún discusiones acerca de qué combinación de factores produjo una ola de tal envergadura, sí está claro que fue el sismo lo que provocó el desprendimiento de 30 millones de metros cúbicos de material del glaciar. Además, la ensenada tiene una entrada muy pequeña, que deriva en que una considerable masa de agua esté prácticamente encerrada entre montañas. Un terreno con esas características posee una tendencia inherente a provocar olas gigantes, ya sea por corrimientos de tierra o por terremotos. 
Un estudio de 2010, concluyó que era más probable un evento de "doble deslizamiento": la caída de rocas, que impacta muy cerca de la cabecera del glaciar Lituya, causó la ruptura de alrededor de 400 metros cúbicos de hielo del dedo del frente glaciar (como se muestra en fotografías de la época), y posiblemente inyectó una considerable cantidad de agua debajo del glaciar. El glaciar, aligerado, se levantó antes de estabilizarse en el agua, y una gran cantidad de relleno atrapado (sedimento subglacial y proglacial) que quedó atrapado debajo del glaciar y que ya se había soltado por el terremoto, se liberó como un segundo y mayor corrimiento, casi inmediatamente.